# Pâte tourée
La pâte tourée est une pâte à laquelle on a donné des tours; en l'occurrence, on l'a abaissée en rectangle et repliée plusieurs fois. Cette opération est répétée, souvent en tournant d'un quart de tour le feuilletage entre chaque allonge.
Le « tourage » sert particulièrement à la réalisation de la pâte feuilletée afin de réaliser des viennoiseries (croissant, palmiers, chausson aux pommes… ), des pâtisseries (mille-feuille, galette… ) ou des charcuteries pâtissières (bouchée à la reine, tourtes, quiches…)